# Сантос Жуниор, Пауло Афонсо
Пауло Афонсо Сантос Жуниор (порт.-браз. Paulo Afonso Santos Júnior; 6 мая 1982, Лагоа-Санта) — бразильский футболист, защитник.

## Биография
Пауло начал свою карьеру с игры в местном клубе «Атлетико Минейро», а спустя три сезона перебрался в соседний «Америка Минейро». В 2006 году он играл за «Гаму» в серии B.
В 2006 году во время европейского межсезонья футболист переехал в Португалию, подписав контракт с «Навалом». С самого начала он был бесспорным игроком стартового состава, забив в высшем дивизионе 6 голов за два года. 10 сентября 2006 года он дебютировал в матче против «Академики», отыграв на поле все полтора часа.
В сезоне 2009/10 Пауло продолжает играть в стране, присоединившись к клубу «Брага». В течение первого года он играет всего в семи играх, но уже в следующем году выступает в 34 матчах и забивает три гола.
В 2011 году летом Пауло подписывает контракт с французским клубом «Сент-Этьен» на правах свободного агента. Однако уже в следующее трансферное окно он присоединяется к «Реал Бетис».

## Статистика

### Клубная
| Клуб             | Страна     | Сезон     | Игры | Голы |
| ---------------- | ---------- | --------- | ---- | ---- |
| Атлетико Минейро | Бразилия   | 2001—2004 | 26   | 0    |
| Америка Минейро  | Бразилия   | 2005      | ?    | ¿    |
| Гама             | Бразилия   | 2006      | 11   | 1    |
| Навал            | Португалия | 2006—2009 | 84   | 6    |
| Брага            | Португалия | 2009—2011 | 41   | 3    |
| Сент-Этьен       | Франция    | 2011—2012 | 10   | 1    |
| Реал Бетис       | Испания    | 2012—     | 39   | 2    |

- (откорректировано по состоянию на 4 июля 2013 года)